# 1398年
1398年（1398 ねん）は、西暦（ユリウス暦）による、平年。

## 他の紀年法
- 干支 : 戊寅
- 日本
  - 応永5年
  - 皇紀2058年
- 中国
  - 明 : 洪武31年
- 朝鮮
  - 李氏朝鮮 : 太祖7年
  - 檀紀3731年
- ベトナム
  - 陳朝 : 光泰11年、建新元年3月15日 -
- 仏滅紀元 : 1940年 - 1941年
- イスラム暦 : 800年 - 801年
- ユダヤ暦 : 5158年 - 5159年

## できごと
- 6月25日 – 建文帝が祖父、洪武帝から明代中国の皇位を継承する[要出典]。
- 9月 – フランスが対立教皇ベネディクト13世の支援を撤回すると、ゲオフレユ・ボウキカウト（英語版）が率いる軍隊がアヴィニヨンを占拠し、5年に及ぶ教皇庁の包囲を開始する。
- ゲイトニック騎士団がリトアニアの襲撃を再開する。
- 朝鮮の太祖王（李成桂）が、息子たちの闘争に嫌悪感を覚え位を放棄する。
- フェラポントフ修道院が、現代のロシア北西に建設される。

## 誕生
- 2月25日（洪武31年2月9日） - 宣徳帝[要出典]、明の第5代皇帝（+ 1435年）
- 8月31日 - ジャン・ド・ヴァロワ、トゥーレーヌ公、ベリー公（+ 1417年）
- 足利持氏、室町時代の武将、第4代鎌倉公方（+ 1439年）
- 伊勢貞国、室町時代の幕府政所執事（+ 1454年）
- 于謙、明の政治家（+ 1457年）
- 音阿弥、室町時代の猿楽能役者（+ 1467年）
- 尚金福王、琉球王国の第一尚氏王統の第5代国王（+ 1453年）
- 畠山持国、室町時代の守護大名（+ 1455年）
- 馬加康胤、室町時代の武将、千葉氏の第19代当主（+ 1456年）

## 死去
- 1月6日 - ループレヒト2世、プファルツ選帝侯（* 1325年）
- 1月8日（応永4年12月20日） - 九条忠基、南北朝時代、室町時代の公卿（* 1345年）
- 1月21日 - フリードリヒ5世、ニュルンベルク城伯（* 1333年?）
- 1月31日（応永5年1月13日） - 崇光天皇、南北朝時代の北朝第3代天皇（* 1334年）
- 6月2日（応永5年5月14日） - 直仁親王、南北朝時代の皇族（* 1335年）
- 6月24日（洪武31年閏5月10日） - 洪武帝、明の初代皇帝（* 1328年）
- 10月5日 - ブランシュ・デヴルー、フランス王フィリップ6世の2番目の王妃（* 1331年）
- 12月12日（応永5年11月4日） - 足利氏満、室町時代の第2代鎌倉公方（* 1359年）
- 鄭道伝、高麗、李氏朝鮮の政治家、学者（* 1342年）
- カドゥ・ブルハネッディン、エレトナ侯国（英語版）君主、詩人（* 1345年）
- 朴葳、高麗、李氏朝鮮の軍人（* 生年未詳）